# Leo Müsch
Leo Müsch (* 26. Februar 1846 in Düsseldorf; † 6. Januar 1911 ebenda) war ein deutscher Bildhauer.

## Leben
Leo Müsch sammelte seine ersten Erfahrungen im Atelier von Julius Bayerle und studierte danach an der Kunstakademie Antwerpen. 1866 bis 1871 arbeitete er im Atelier von Christian Mohr in Köln und danach bis 1875 bei August Wittig in Düsseldorf. In seiner Ausbildung an der Kunstakademie Düsseldorf in der Bildhauerklasse von August Wittig gehörten zu seinen Mitschülern unter anderen Alexander Zick, Heinrich Hoffmeister, Georg Neumann (* um 1842) aus Hildburghausen, der Niederländer Willem van Kempen, Karl Janssen und Max Reinhart.
Viele seiner Werke entstanden in seiner Heimatregion in und um Düsseldorf. Müsch war Mitglied des Künstlervereins Malkasten und 1886 des Elferrats des Allgemeinen Vereins der Karnevalsfreunde (AVDK) in Düsseldorf.

## Werk
- 1878: Kriegerdenkmal in Wesel
- 1879: Germaniadenkmal in Hamminkeln
- 1880: Germaniadenkmal in Essen-Borbeck
- 1882: Schalenbrunnen auf dem Corneliusplatz am Nordende der Königsallee in Düsseldorf
- 1884: Kaiser-Wilhelm-Denkmal in Essen-Königssteele, Berliner Straße / Wilhelmstraße; (Standbild in Baumberger Sandstein, 1911 wegen starker Witterungsschäden durch neues Standbild in Bronze vom Bildhauer Heinrich Wefing ersetzt)
- 1888: Drei Terrakotta-Medaillons mit den Reliefbildnissen von Kaiser Wilhelm I., Kaiser Friedrich III., und Kaiser Wilhelm II. am Neuenhauser Wasserturm (Drei-Kaiser-Wasserturm) in (Wuppertal-)Cronenberg
- 1890: Kaiser-Wilhelm-I.-Denkmal in Dülken, Alter Markt (später versetzt auf den Schmuckplatz Cap Horn)
- nach 1890: Grabmal Liertz, Nordfriedhof Düsseldorf
- 1899: Grabmal für den Oberbürgermeister Adolf Hermann Jaeger, auf dem Lutherischen Friedhof in (Wuppertal-)Elberfeld, Hochstraße
- 1901: Jubiläumsbrunnen (auch Neptunbrunnen) in (Wuppertal-)Elberfeld, Neumarkt; gestiftet 1895 aus Anlass des 25-jährigen Bestehens des Verschönerungsvereins Elberfeld; Nachbildung des Neptunbrunnens auf dem Domplatz im italienischen Trient
- 1902: Grabmal der Familien Deutgen und Smits (mit römischen Triumphator im Tempeltor), Nordfriedhof Düsseldorf
- 1903: Grabmal der Familie Schmidt in Düsseldorf, Friedhof am Tannenwäldchen (Nordfriedhof)
- 1903: Grabstätte der Familie Bicheroux, Nordfriedhof Düsseldorf; seit 2020 zur Grabpatenschaft ausgeschrieben.[2]
- 1903: Kaiser-Friedrich-III.-Standbild in der Eingangshalle der Kaiser-Friedrich-Halle in Mönchengladbach (enthüllt am 29. November 1903)

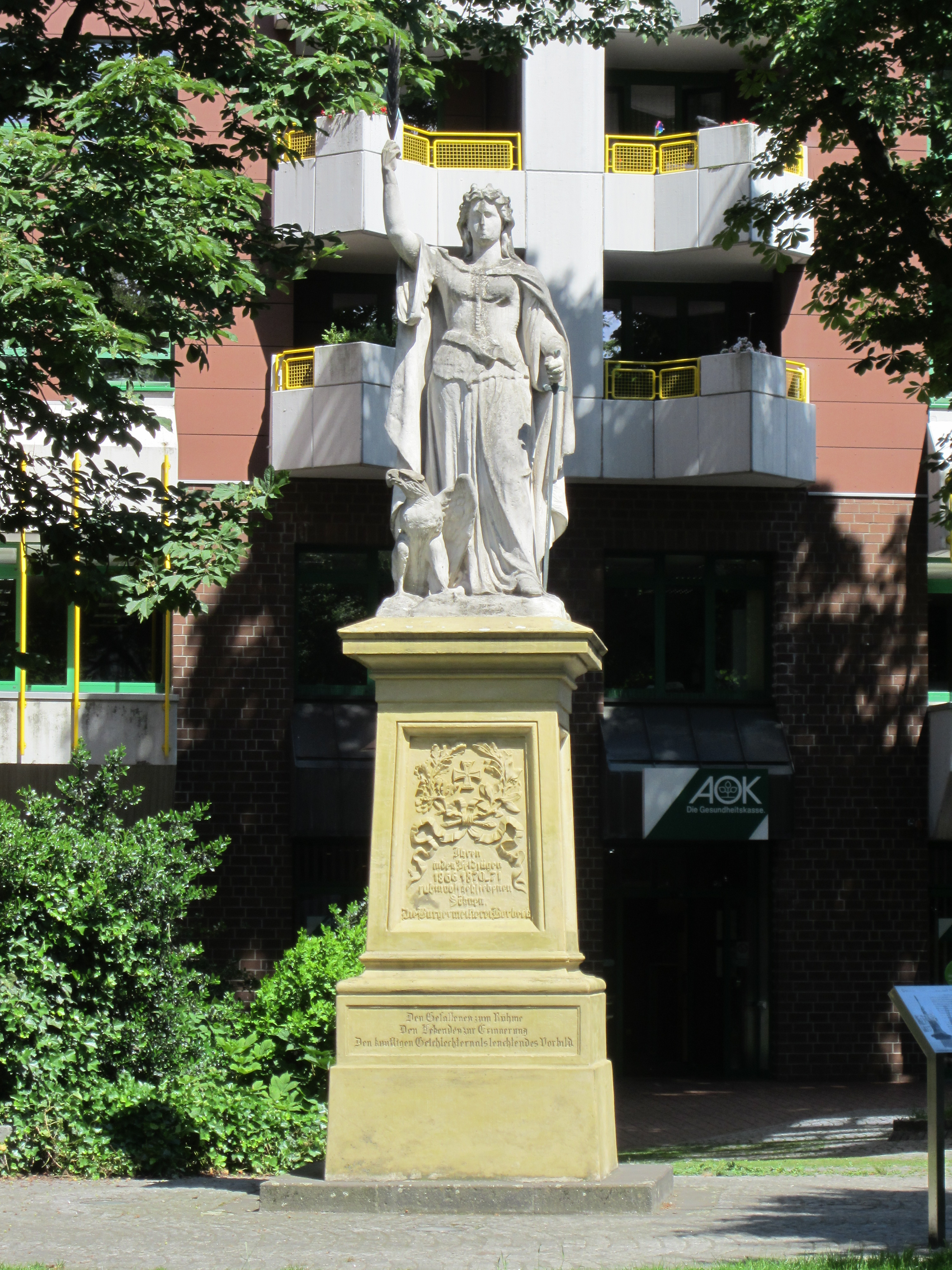
Germania-Denkmal in Essen-Borbeck
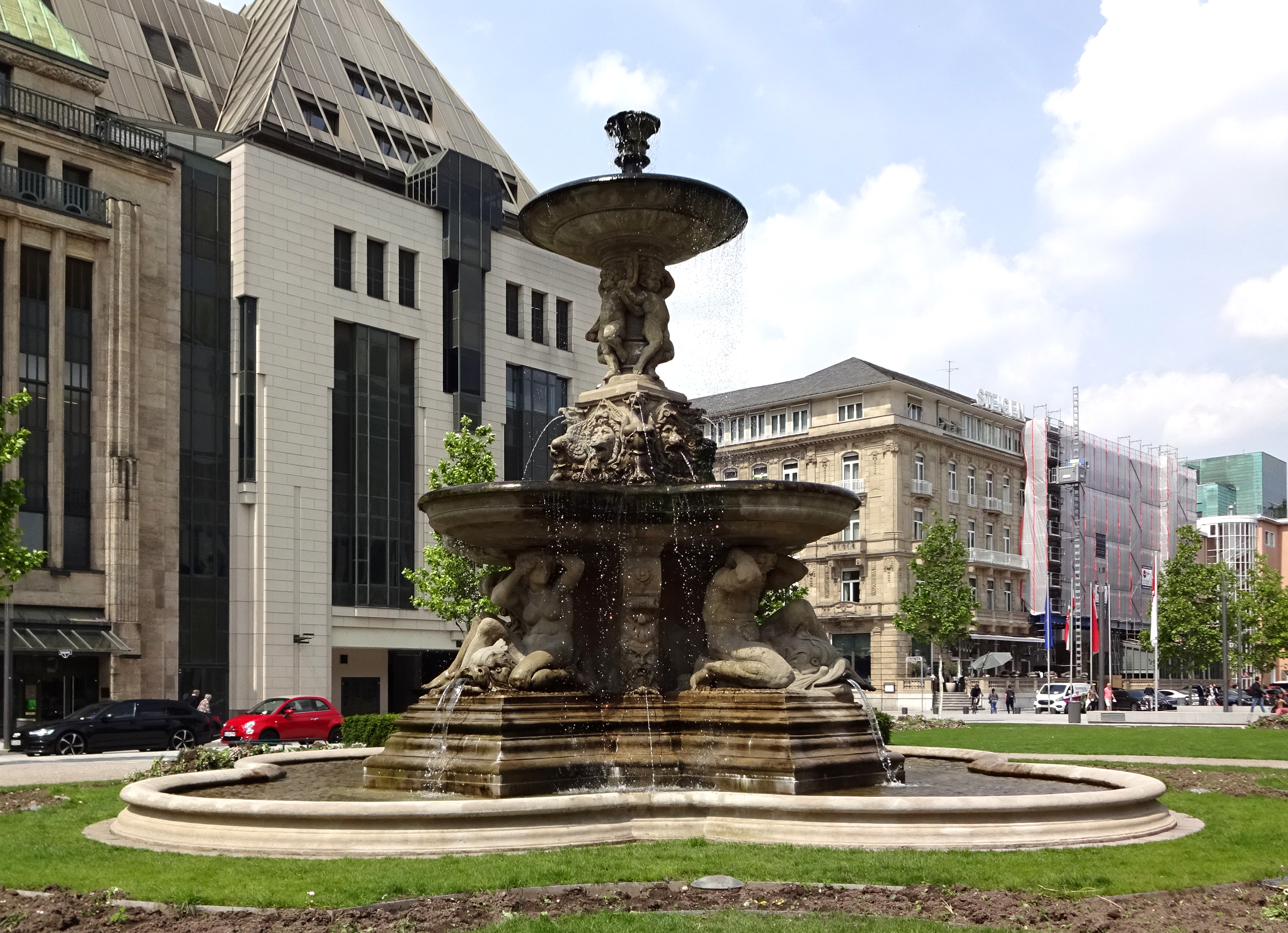
Schalenbrunnen in Düsseldorf
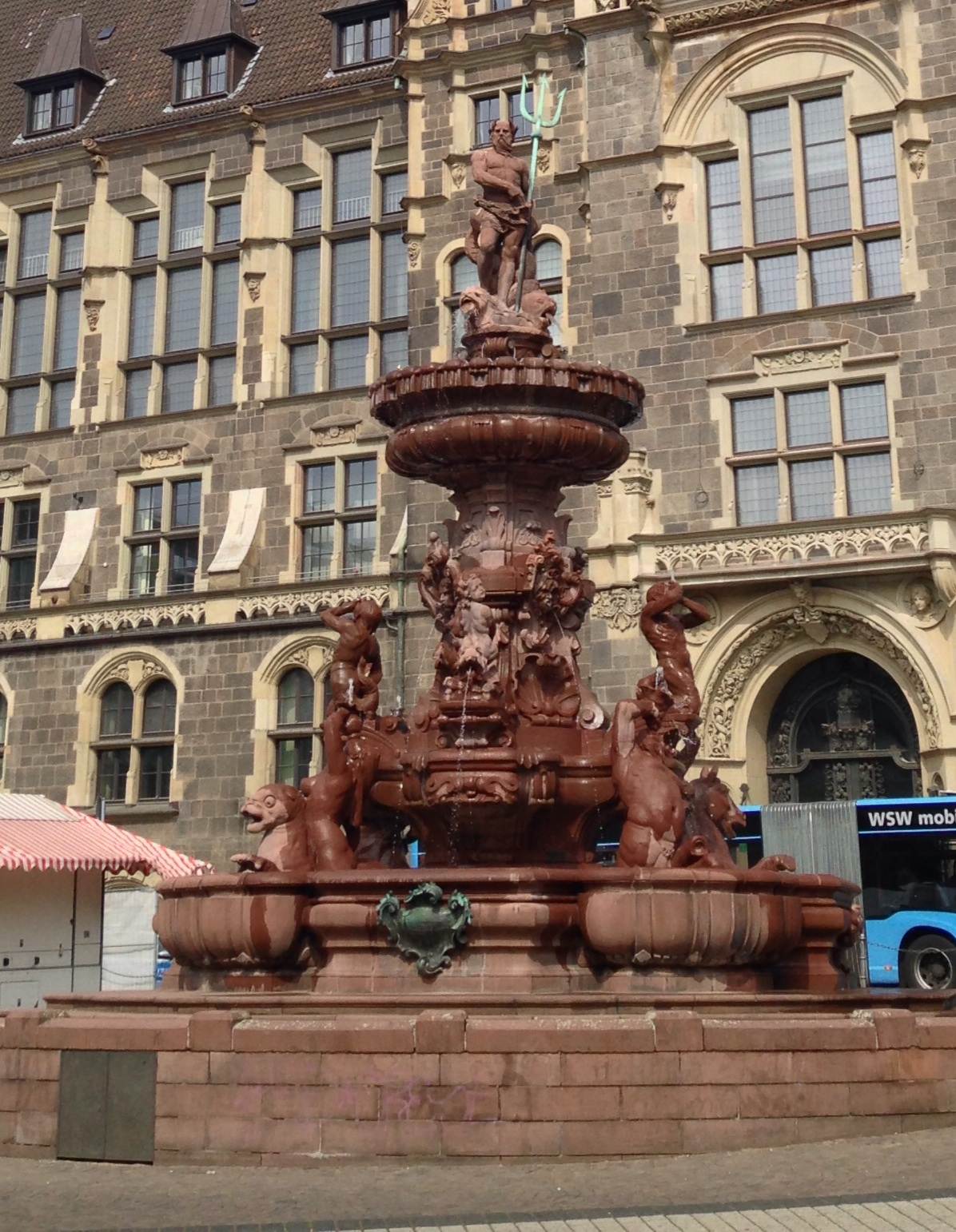
Jubiläumsbrunnen (Neptunbrunnen) in Wuppertal
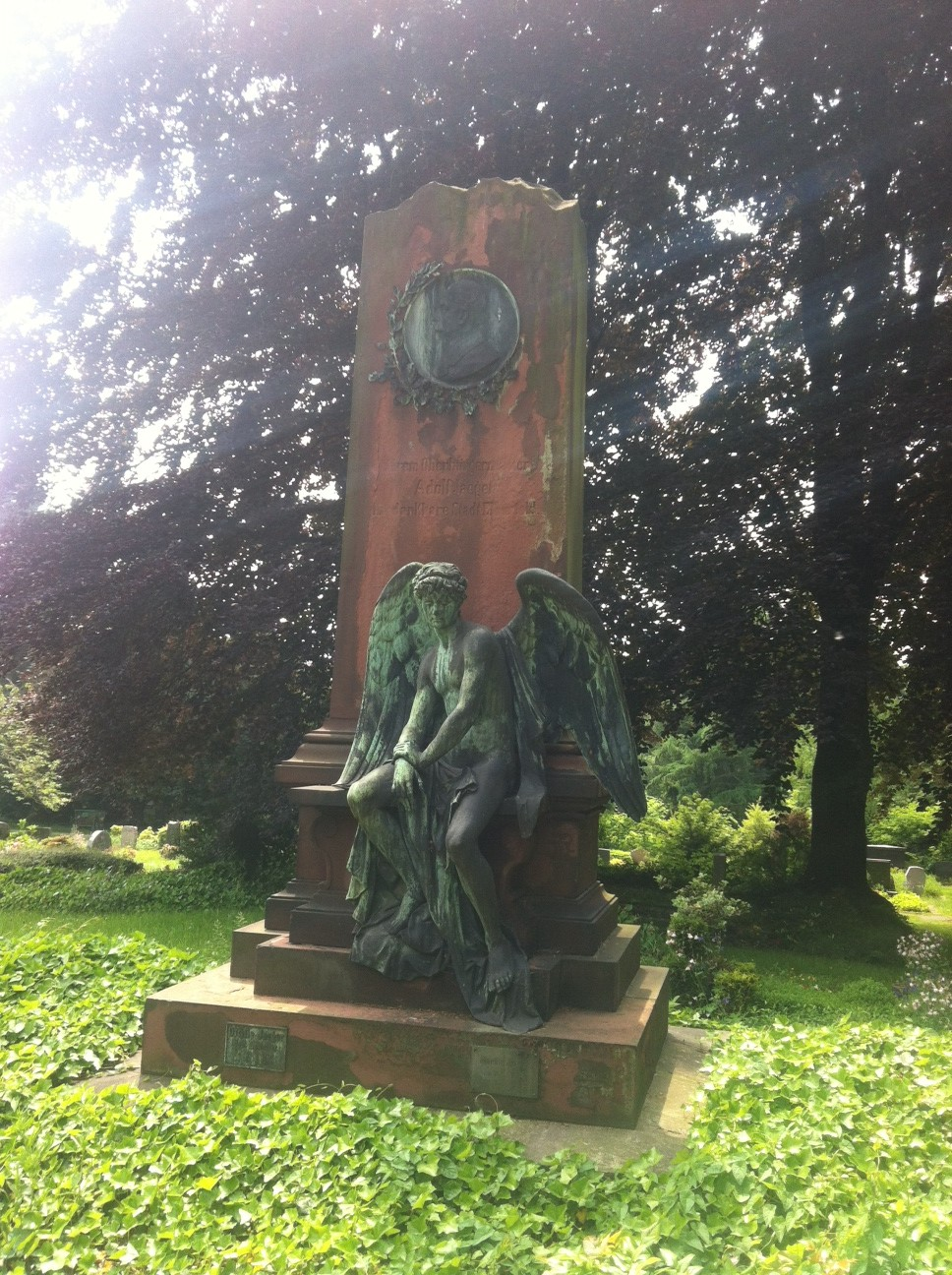
Grabmal für den Elberfelder Oberbürgermeister Adolf Hermann Jaeger in Elberfeld
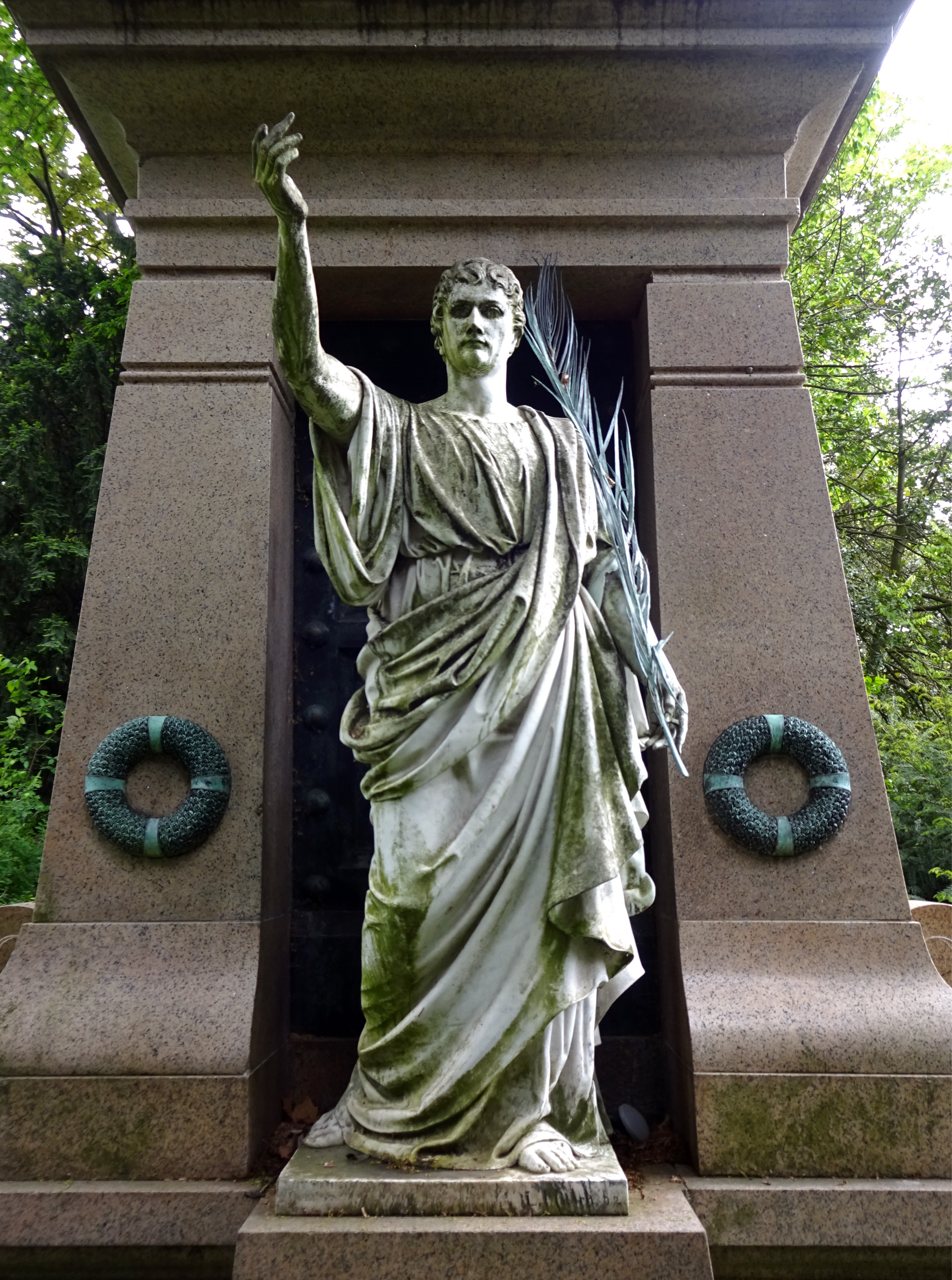
Skulptur Triumphator, Nordfriedhof Düsseldorf
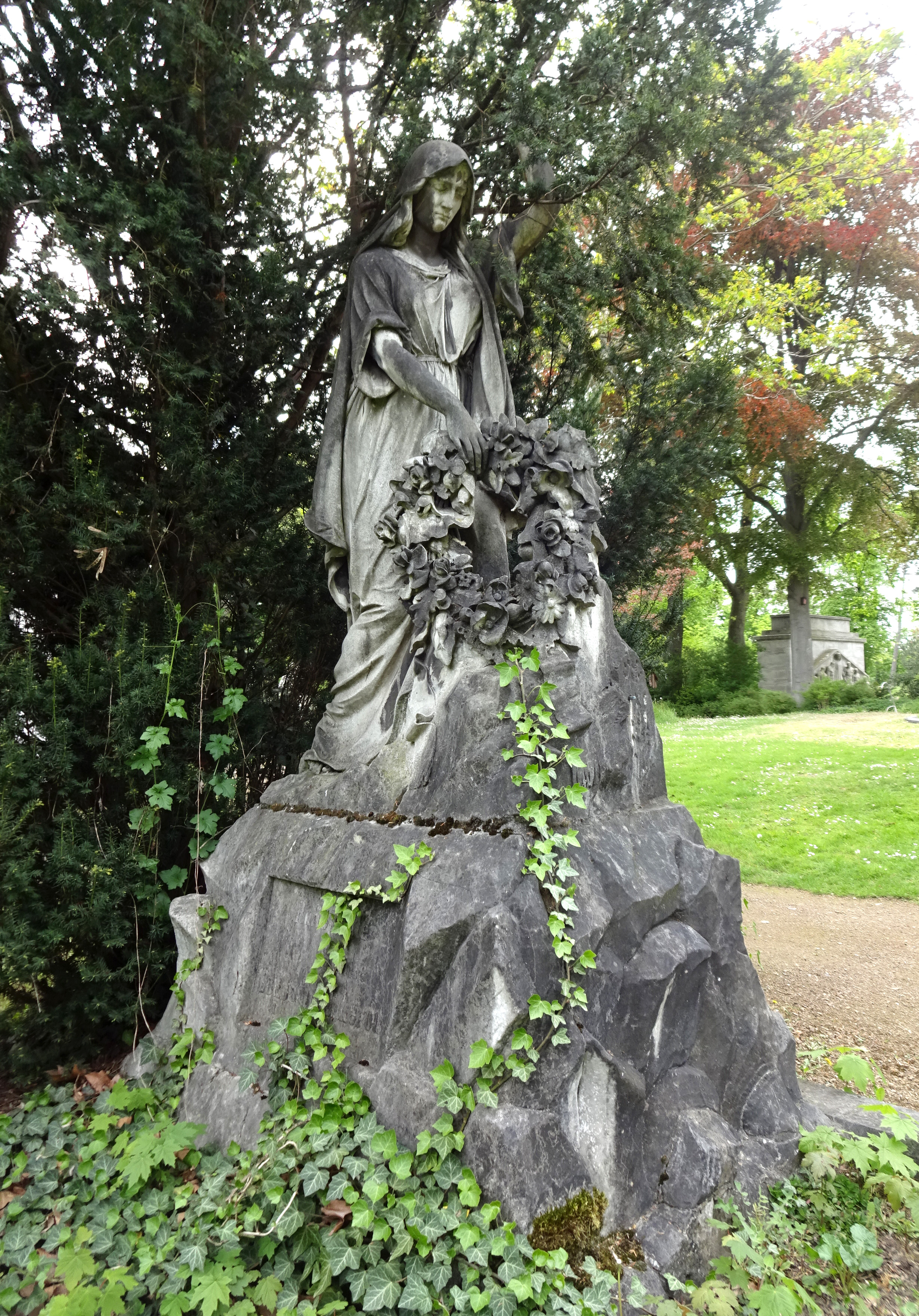
Grabstätte der Familie Bicheroux

Irrtümlich zugeschriebene Arbeiten

Die 1881 entstandenen vier spätklassizistischen Karyatiden an der Kunsthalle in Düsseldorf wurden verschiedentlich Müsch zugeschrieben; tatsächlich stammen sie vom Kölner Bildhauer Wilhelm Albermann.